# Antonio Woodville
Antonio Woodville, II Conde de Rivers (en inglés Anthony Woodville, 2nd Earl Rivers), (c. 1442 Pontefract - 25 de junio de 1483), conde de Rivers desde 1469 y más tarde Barón de Scales, desde 1473 hasta su muerte.

## Orígenes
Era hijo de Ricardo Woodville y de su esposa Jacquetta de Luxemburgo, quien era hija del conde de Saint Paul Pedro I de Luxemburgo y de Margarita del Balzo, descendiente de Simón de Montfort, VI conde de Leicester. Era prima del emperador Segismundo de Luxemburgo.

## Biografía

### Guerra de las Dos Rosas
Al nacer Antonio, su padre, que militaba en la facción de los Lancaster, fue nombrado Señor y Barón de Rivers por el Rey Enrique VI de Inglaterra.
Al iniciarse la Guerra de las Dos Rosas en 1455, tanto Antonio como su padre apoyaban la causa Lancaster, y en 1460 Ricardo Woodville fue hecho prisionero en Calais por el Conde de la March. Fue entonces cuando, bajo la influencia de Eduardo IV de Inglaterra (quien, tras la muerte de su padre, sería la cabeza de la causa York y, más tarde, rey), toda la familia Woodville cambió estratégicamente su apoyo a la casa de York.

### Cuñado del Rey

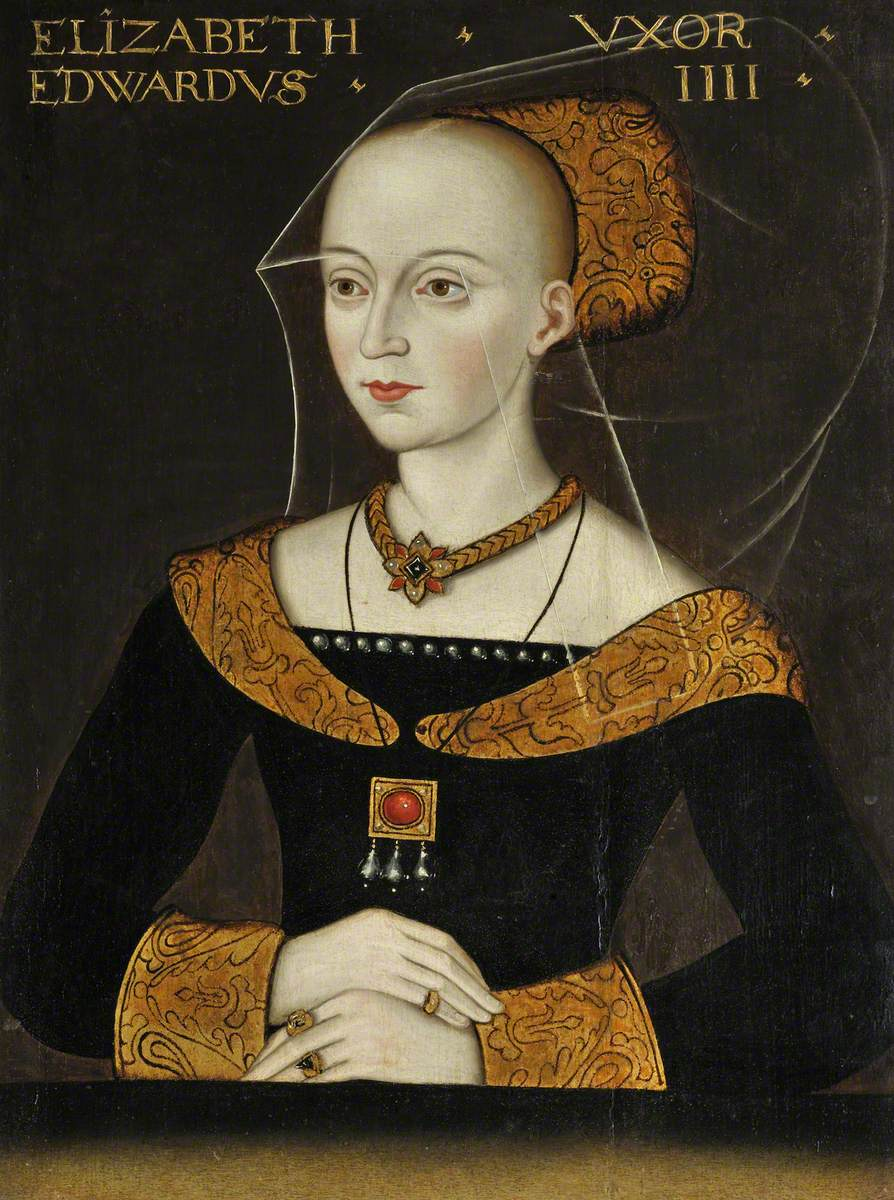
Isabel Woodville, su hermana y Reina de Inglaterra.

En mayo de 1464, su hermana mayor, Isabel, viuda de Juan Grey de Groby se casó secretamente con el Rey Eduardo IV.
Tanto Antonio como el resto de su familia eran pobres pero muy ambiciosos. Y juntos procuraron acumular títulos y honores. Su madre, Jacquetta, se encargó de aliarse con las mejores y más encumbradas familias inglesas, a través de los convenientes matrimonios de sus numerosos hijos. Bajo esta política familiar, Antonio se casó con Isabel, única heredera del Barón de Scales y viuda de Enrique Bourchier, hijo del Conde de Essex.
Los Woodville recibieron muchos títulos, pero en compensación, pocas tierras, que eran realmente la fuente del poder, ya que así no podrían convertirse en una amenaza para el consejero del rey, Ricardo Neville, Conde de Warwick quien realmente llevaba las riendas del gobierno y se cuidaba siempre de los nobles que rodeaban al rey.
La presión que los Woodville ejercían sobre el soberano ponía a prueba la influencia de Neville, así que con la ayuda del hermano del rey, Jorge de Clarence (quien se había casado con una hija de Ricardo Neville Isabel) se levantó en armas contra la familia de la reina y, por consecuencia contra el rey que él mismo había sentado en el trono.

### El exilio
El padre de Antonio, Ricardo, con el grueso de Ejército Real, fue derrotado en la batalla de Edgecote Moor, en las afueras de Banbury y fue tomado prisionero junto a su hijo Juan, por el duque de Warwick. 
Padre e hijo, sobre la base de falsas acusaciones y tras un proceso de farsa, fueron decapitados en Kenilworth el 12 de agosto de 1469, y así Antonio lo sucede en títulos, manteniéndose junto al rey incluso, cuando al año siguiente, Neville lo depone y coloca como soberano nuevamente a Enrique VI. Antonio lo sigue en su exilio en Francia y Borgoña.
Ricardo Neville gobernaba a cuenta del Rey pero a los pocos meses se enemistó con el duque de Borgoña Carlos el Temerario, quien reaccionó prestando al depuesto Eduardo IV la ayuda que necesitaba para retomar el trono.

### De vuelta a Inglaterra
Antonio volvió a Inglaterra junto con Eduardo con una flota y un contingente relativamente pequeño, que sigilosamente llegó hasta las puertas de York. Ya que York no abrió sus puertas avanzaron hacia el sur engrosando sus fuerzas con antiguos leales, incluso contaron con Jorge de Clarence quien traicionó a Neville en apoyo de su hermano. Ambas potencias se enfrentaron en la batalla de Barnet (14 de abril de 1471, donde vencieron los yorkistas, en la que Antonio resultó herido y Neville cayó combatiendo, que fue la antesala de la derrota final de los Lancaster, finiquitada en la batalla de Tewkesbury del 14 de mayo de ese mismo año, donde probablemente Antonio no participó debido a las heridas recibidas.

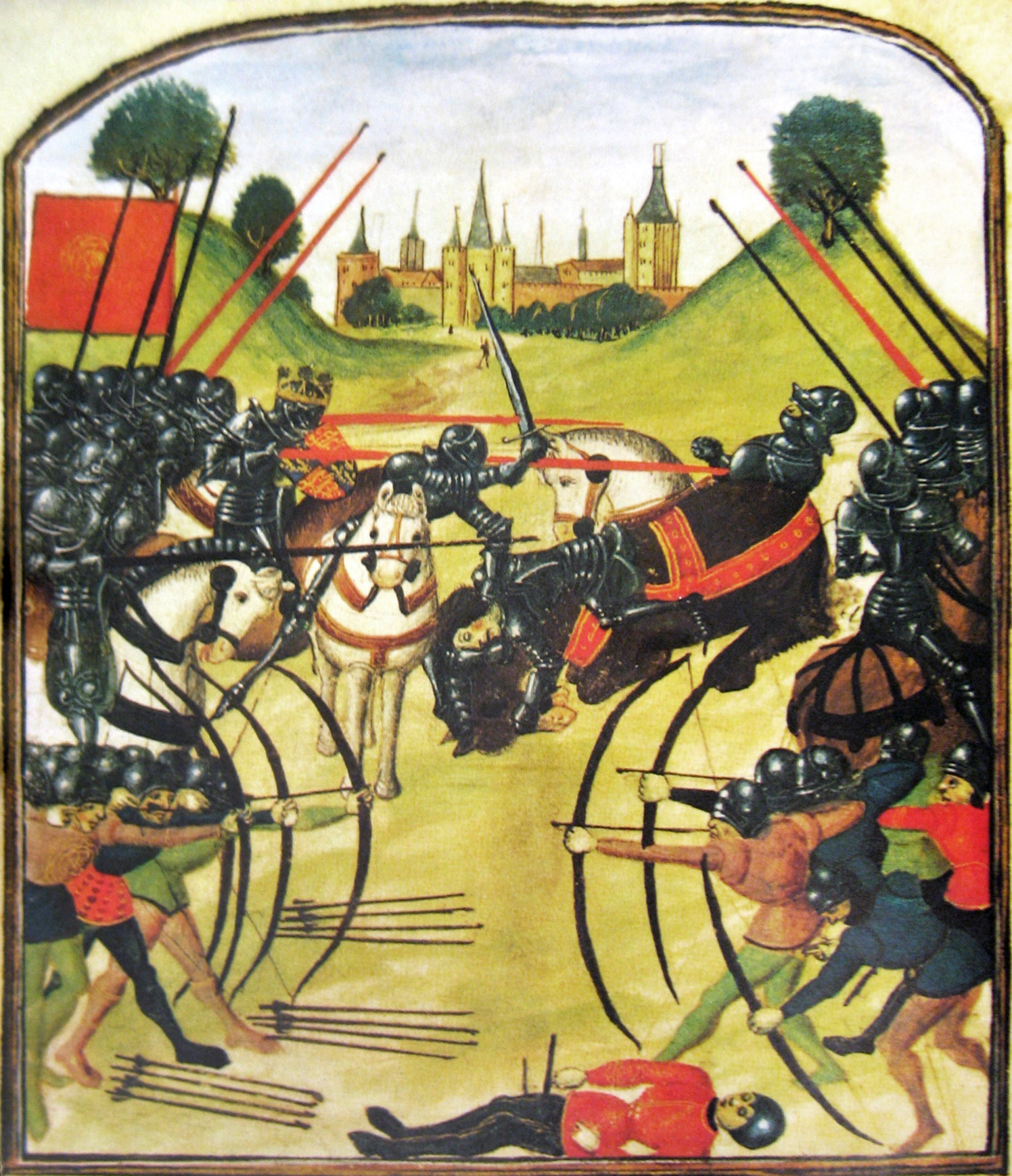
Batalla de Tewkesbury de un manuscrito de Gante.

El año 1473 Antonio queda viudo y hereda el título de su esposa como Barón de Scales, entrando de así a formar parte del Parlamento. Durante ese mismo año recibió el encargo de ser tutor del Príncipe de Gales, Eduardo, por quien se trasladó al Castillo de Ludlow convirtiéndose además en el administrador del principado.

### Consejo de Regencia
El rey Eduardo IV enfermó en la Pascua del año 1483 y antes de morir nombró a su hermano Ricardo Duque de Gloucester jefe del Consejo de regencia. Falleció al fin el 9 de abril de 1483 en Westminster y su hermano, el futuro Ricardo III, fue nombrado de momento Lord Protector apoyado por el Consejo de Regencia que estaba integrado, entre otros dignatarios, por la Reina Madre y su hermano Antonio.
Pero la relación entre los miembros de la familia Woodville y Ricardo no era buena; este se sentía amenazado principalmente por Antonio y la gran influencia que ejercía como tutor del joven soberano que iba a heredar la corona, y su ambición propició una tragedia que luego escribiría William Shakespeare en su Ricardo III. Sucedió así: los dos hijos varones del difunto Rey Eduardo V de 12 años y Ricardo de Shrewsbury, de 9, se encontraban el Castillo de Ludlow en Gales y cuando se pusieron en camino para la coronación en Londres con su corte (compuesta en su mayor parte por la familia Woodville y encabezada por Antonio), el Lord Protector y Enrique Stafford duque de Buckingham atacaron la comitiva y tomaron prisionero a Antonio y al resto del Consejo, los condujeron al Castillo de Northampton y los decapitaron de inmediato bajo la arbitraria acusación de haber proyectado el asesinato del Rey. Los jóvenes príncipes Eduardo y Ricardo fueron encarcelados en la Torre de Londres y hasta hoy se desconoce su suerte, la de los llamados "Príncipes de la Torre", que pasó a ser objeto de todo tipo de conjeturas. Probablemente fueron asesinados también por Ricardo, pues de esa manera se convertía por fin en sucesor de su hermano con el título de rey Ricardo III. 
Al morir Antonio lo sucede su hermano Ricardo como Tercer Conde de Rivers, y la Baronía de Scales volvió a la Corona y no volvió a asignarse.

## Matrimonios
Antonio se casó en primeras nupcias con Isabel de Scales (1446 - 1473), única heredera del Barón de Scales y viuda de Enrique Bourchier, hijo del Conde de Essex con quien no tuvo hijos. Al quedar viudo se casó en 1480 con Mary Lewes, hija y heredera de Enrique Lewes e Isabel Beaufort, con ella tampoco tuvo hijos. Mary al enviudar se casó con Jorge Neville.

## Intereses literarios
Rivers era un hombre bastante instruido; sin duda había aprendido un excelente francés de su madre. Durante su exilio en Brujas se encontró con el primer impresor inglés William Caxton y allí, en 1475-76, Caxton publicó su Cordyale, o Four last thinges, su traducción al inglés de Les quattres choses derrenieres del francés Jean Miélot, a su vez traducción de una obra latina de Gerard van Vliederhoven: Cordiale quattuor novissimorum. Tras volver ambos a Inglaterra, uno de los primeros si no el primero de los libros impresos en Inglaterra fue la traducción de Rivers del francés de los Dits moraux des philosophes / Dichos morales de los filósofos de Guillaume de Tignonville impresa por Caxton en Westminster en 1477. La Biblioteca del Palacio de Lambeth conserva además una ilustración donde se muestra a Rivers presentando una copia de este libro a Eduardo IV.